# Hans Welker
Hans Welker (Monaco di Baviera, 21 agosto 1907 – Monaco di Baviera, 24 luglio 1968) è stato un calciatore tedesco, di ruolo attaccante.

## Carriera

### Nazionale
Ha giocato il suo unico incontro con la nazionale tedesca il 15 marzo 1931 contro la Francia in una sconfitta per 1-0.